# クイックル
クイックル（Quickle）は、花王が発売している住宅用洗剤などの総合ブランドである。関連ブランドとして、マイペットやマジックリンがある。 

## 概要
フロア用そうじ道具（住居用ワイパー）「クイックルワイパー」とその取替えシートをはじめとする様々な製品が発売されている。取替えシートは「フロアクイックル○○シート」という商品名だったが、「クイックル」のロゴデザインが変更された2005年に「クイックルワイパー○○シート」へ変更された。

### クイックルワイパーシリーズ
1994年に住居用ワイパー「クイックルワイパー」と取替えシートを発売。
クイックルワイパーは数回改良しており、2005年にはジョイント部分をねじ式からロック式に変更したことと、周囲を床から浮かせるカーブ構造に変更した。このヘッドは特許を取得している（特許登録 第2981110号）。なお「クイックルワイパー」本体セットは、発売当初からパッケージは紙製の箱入りだったが2009年2月に透明のプラスチック製のパッケージにリニューアルされた。2011年10月に発売以来初めての大幅改良が行われ、ヘッドはクッションヘッドを採用するとともに、薄型・軽量化。さらに、従来からのカーブ構造に"うず状"のパターンを追加した。また、ロック式ジョイントを改良してでっぱりを無くし、また、グリップの先端にラバーキャップが追加された。
取替えシートは「ドライシート」、「ウエットシート」に加え、2006年に既存のウエットシートを立体構造にした「立体吸着ウエットシート」や、「ワックスコートシート」が発売された。なお、以前発売されていた「つや出し剤用シート」は2008年10月に「マジックリン」ブランドに移行した。2010年10月には長い毛足が特徴のドライタイプ「ふわふわキャッチャーシート」を追加し、同時に「クイックルワイパー」本体とシート全商品のパッケージデザインをリニューアル。2012年10月には「立体吸着シート」に香りつきタイプを追加。当初は「エッセンシャルローズの香り」のみだったが、2013年3月に「クラシックジャスミンの香り」を追加発売した。「ウエットシート」の20枚入りと「立体吸着ウエットシート」の16枚入りは発売当初、同容量を2袋封入した包装となっていたが、2012年10月のリニューアルに伴って中袋を廃止して簡易包装化した。
なお、クイックルワイパーシリーズではかつて、「クイックル奥の手ワイパー」や「クイックルワイパーカーペット用」・「カーペットクイックル」（共に2002年発売）が発売されていたが、「奥の手ワイパー」は2001年、「カーペット用」は2005年にそれぞれ製造を中止した。
2013年10月、「立体吸着ドライシート」が起毛量をアップして改良。これに合わせ、ブランドロゴを一新するとともに、既存品の道具本体と取り替え用シート各種のパッケージデザインをリニューアルした。2014年10月には「立体吸着ウエットシート」のパッケージをリニューアルし、同時に、「スーパージャンボサイズ」の32枚入り（16枚×2袋包装）を追加発売した。
2016年9月には、「立体吸着ウエットシート」をリニューアル。シート繊維の密度向上によって洗浄液量を増量。入数も変更となり、小容量の8枚入りを廃止して16枚入りと32枚入りの2包装に集約。なお、リニューアルに合わせて「クイックル」のブランドロゴが変更となり、道具本体・「立体吸着ドライシート」、「ウエットシート」もパッケージリニューアル。「ふわふわキャッチャーシート」はパッケージリニューアルに加え、後述する「ハンディ」同様にシートの色をオレンジから紫に変更した。
2018年9月には「立体吸着ウエットシート」をリニューアル。その際、従来の「クラシックジャスミンの香り」に替わって「シトラスハーブの香り」が追加された。
2019年3月には「立体吸着ウエットシート」に油汚れに対応した洗浄液を含ませた「立体吸着ウエットシート ストロング」を発売。入数は当初「立体吸着ウエットシート」よりも少ない12枚入りのみであった。同年10月に「ふわふわキャッチャーシート」のパッケージデザインをリニューアルして「もふもふシート」に製品名が変更され、ブラック仕様の「もふもふシート ブラック」が追加発売。同時に、「立体吸着ウエットシート ストロング」には大容量の24枚入りが追加発売された。 
2020年5月には「クイックルワイパー」の道具本体、同年8月（一部店舗では同年7月最終週）に「立体吸着ウエットシート（ストロングを含む）」がパッケージデザインを変更するリニューアルが順次行われ、同年初夏には「立体吸着ドライシート」、同年秋に「ウエットシート」もパッケージデザインを変更（自然切替）。なお、これらの製品は2016年9月からのロゴデザインをベースに、カタカナの「クイックル」を英字表記の「Quickle」に変更した新ブランドロゴとなる。同年9月には、グリップ・パイプ（柄）・ヘッド全てブラック仕様の「クイックルワイパー ブラック」が発売された。同梱のシートはホワイト仕様の「クイックルワイパー」とは異なり、「立体吸着ウエットシート STRONG 香り残らないタイプ」が1枚同梱される。
同年10月には、「クイックルワイパー」の柄の長さを3分の2（パイプ(柄)を3本から1本に減らす）、ヘッド面積を半分にした小型・ショートの「クイックル ミニワイパー」を発売。主にトイレの床や壁の掃除を用途にした製品で、ヘッドは上下にくびれをつけ、ストッパーは両サイドに備わり開閉式となる。シートは「トイレクイックル」（「ニオイ予防プラス シトラスミントの香り」が1枚同梱。また、「トイレクイックル」であれば、レギュラータイプや「消臭ストロング」など同梱品以外の種類でも使用可能）が適合シートとなり、ミシン目に沿って半分に切ってヘッドに装着する（フロア用の「クイックルワイパー ウエットシート」ではサイズが合わないため使用不可）。
「立体吸着ウエットシート ストロング」はその後バリエーションが拡充され、2021年9月に香り付きの「リフレッシュレモンの香り」、2022年9月に同じく香り付きの「フレッシュフローラルの香り」が順次発売された。
2023年3月には、シートの着脱を容易にするためヘッドに磁石を内蔵して磁力でシートを固定し、捕集力を高めるためにヘッドの模様も変更した「クイックルマグネットワイパー」が発売された。なお、差し込み式の「クイックルワイパー」も同年春にパッケージデザインが変更された（自然切替）。

### クイックルハンディシリーズ
「クイックル」ブランドにおけるリビング用そうじ道具は「クイックルハンドワイパー」が発売され、2005年に「クイックルワイパー」のシリーズ品として「クイックルワイパー ハンディタイプ」へ改名された。
2007年に「クイックルワイパー ハンディタイプ」の後継製品として改良版の「クイックルワイパー ハンディ」が発売され、2009年4月には伸縮ハンドルと可動式ヘッドを採用したロングタイプの「クイックルワイパー ハンディ 伸び縮みタイプ」が追加発売された。
2011年には17cmのコンパクトサイズと4色のカラーバリエーションがある「クイックルワイパー ハンディ mini」を数量限定で発売（miniはシート交換不可の使いきりタイプ）。2012年3月に2本セットの通常製品として発売されたが、2015年3月で製造終了となった。
2014年8月（一部店舗では同年7月最終週）に「クイックルワイパー ハンディ」の本体・伸び縮みタイプ 本体・取替え用ふわふわキャッチャーのパッケージをリニューアル（同時に、道具本体と伸び縮みタイプの包装をプラスチックケースに変更）し、ブランドロゴが変更された。
2016年9月に繊維の改良を行い、シートの色をオレンジから紫に変更するリニューアルが行われた（その際、取替え用は「取替え用ふわふわキャッチャー」から「取替え用シート」に名称を変更）。2018年9月には取替え用シートにジャンボパックの6枚入りが追加発売された。
2019年10月にパッケージデザイン変更と同時に製品名を「クイックルハンディ」に改めて「クイックルワイパー」から独立したシリーズとなり、ブラック仕様の「クイックルハンディ ブラック」が発売された（道具本体と取り替えシート6枚入りのみの設定、取り替えシートは伸び縮みタイプにも使用可能）。なお、製品の仕様変更はないため、従来の「クイックルワイパー ハンディ」の本体（伸び縮みタイプを含む）や取り替えシートは「クイックルハンディ」にも使用可能となる。
2020年冬に取替え用シートとブラック 道具本体が、2021年春にブラック 取替え用シートが順次パッケージデザインとロゴマークが変更された（自然切替）。

### クイックルJoan
2019年11月（一部ECサイトは同年9月）には、乳酸菌由来の発酵乳酸を抗菌成分中に配合し、ノンアルコール・弱酸性処方としたすまいの除菌シリーズ「クイックル Joan（ジョアン）」が発売された。「除菌スプレー」と「除菌シート」の2種類をラインナップする。なお、「クイックル」シリーズのロゴではなく、英字表記の「Quickle」を"n"の上に小さく配し、花王の製品情報サイトやブランドサイトを「クイックル」とは別に設けるなど、別ブランド品として扱われている。
2021年8月にラインナップが拡大し、「除菌スプレー」に50ml入りの携帯用と、通常サイズの2.5倍量に相当する630ml入りのつめかえ用特大が、「除菌シート」に32枚入りの携帯用がそれぞれ追加発売され、「クイックルワイパー」に取り付けて使用する「フロア用除菌シート」を発売した。

### その他の製品
その他の製品としてトイレ用そうじシート「トイレクイックル」が発売されている。前身は「トイレ用流せるおそうじシート クイックル」で、「クイックルワイパー」の発売より前の1989年に発売開始された。「トイレクイックル」は発売20年目の2008年5月により厚みを増した「ふんわりデコボコシート」に進化。容器デザインもシンプルなものに変更された（消臭効果があるため、「除菌」マークも「キッチンマジックリン たわしシート」に使用している「除菌+消臭」マークに変更された）。
また、台所まわりで使う「キッチンクイックル」も発売されている。かつては「レンジクイックル」もあったが、2007年9月に後継商品の「キッチンマジックリンたわしシート」が発売されたため製造中止となった。
「トイレクイックル」と「キッチンクイックル」は2013年10月に「クイックルワイパー」シリーズ同様、ブランドロゴを一新するとともに、パッケージデザインをリニューアル。本体容器は外装フィルムを外すと製品ロゴが正面に小さく配置されたシンプルなデザインとなり、ふたを閉めた時に音が鳴るようにしたことで閉まったことを確認できるようになった。2014年4月には「トイレクイックル」の新たな香りとして、「リセッシュアロマチャージ エッセンシャルローズの香り」と同香調の「トイレクイックルアロマ エッセンシャルローズの香り」を発売した。同年10月に「キッチンクイックル」が除菌性能を向上してリニューアルした。2015年10月には「トイレクイックル」に「消臭ストロング」を追加した。
2010年1月に「アレルクリン 清潔スプレー」の後継製品であるハウスダスト除去剤「クイックル 舞い上がりをおさえるハウスダスト除去スプレー」を発売。さらに同年3月には、中性タイプのリビング用洗剤「クイックル 食卓にも使えるリビングクリーナー」を発売し、新たなカテゴリへ進出している。なお、「クイックル 食卓にも使えるリビングクリーナー」は2013年4月に「食卓クイックル スプレー」にリニューアルし、新たに「食卓クイックル ウエットクロス」を発売した。「食卓クイックル」は2014年4月にパッケージリニューアルし、「クイックルワイパー」シリーズや「トイレクイックル」・「キッチンクイックル」と同じブランドロゴに変更された。
2015年3月には「食卓クイックル スプレー」・「食卓クイックル ウエットクロス」に「レモンの香り」を追加発売した。本品は「キュキュット クリア除菌 レモンの香り」と香調を統一した製品で、元々は2014年5月に数量限定品として発売されていたが、通常製品として新たに発売されたものである。なお、これらの製品は2020年8月に製造を終了している。
2016年9月に「クイックル」のブランドロゴ変更に伴い、「トイレクイックル」シリーズと「キッチンクイックル」がパッケージリニューアル。「食卓クイックル」シリーズも自然切替ながらパッケージリニューアルした。翌月には、「尿臭ブロッカー」を配合したウエットタイプの住宅用そうじシート「クイックル 消臭ストロング 除菌おそうじシート」を発売した。
2017年3月には、従来発売されていた「トイレクイックル アロマ」の後継製品として、「ニオイプロテクト成分」が配合された「トイレクイックル ニオイ予防プラス」が発売された。当初は「エレガントローズの香り」のみだったが、同年8月に「シトラスミントの香り」が追加発売され、2種類となった。
2018年9月には、カーペット・布製家具用そうじシート「布・カーペットウエットぶきシート」が発売され、その翌月には「トイレクイックル 消臭ストロング」をリニューアル。「尿臭ブロッカー」が「尿臭ブロッカーEX」に強化され、香りがフレッシュハーブに変更された。
2020年3月には「トイレクイックル」と「トイレクイックル ニオイ予防プラス」のつめかえ用ジャンボパックがパッケージデザインを変更するリニューアルが行われたほか、「トイレクイックル」の本体とつめかえ用も同年春に、「トイレクイックル ニオイ予防プラス」の本体は同年初秋に順次パッケージデザインが変更され、「キッチンクイックル」も同年夏にパッケージデザインが変更され、2016年9月からのロゴデザインをベースに、カタカナの「クイックル」からブランドロゴを英字表記の「Quicle」に変更した（自然切替）。
同年10月（一部ECサイトは同年9月）には、住居用クリーナー「ホームリセット」を発売。スプレータイプの「泡クリーナー」とシートタイプ（住居用そうじシート）の「シートクリーナー」の2種類がある。
2021年夏には「食卓クイックル」のスプレー ほのかな緑茶の香り つめかえ用と、ウエットクロス ほのかな緑茶の香りのパッケージデザインが変更され、ブランドロゴを「Quickle」に変更（自然切替）。
2022年9月には「ホームリセット 泡クリーナー」のつめかえ用に通常サイズ（250ml）の約2.5倍量（630ml）とし、キャップ付とした特大サイズが追加発売された。
2023年3月には「トイレクイックル ニオイ予防プラス」が洗浄処方の変更と液量の増量を行い、「トイレクイックル STRONG」に改名してリニューアルした。

### テレビCMについて
2012年春から放映されていた指原莉乃が出演しているCMは日清食品とのコラボレーションCMとなっていた。
CM出演者
阿部サダヲ（クイックルワイパー）
要潤（トイレクイックル）
指原莉乃（トイレクイックル→クイックルワイパー）
山里亮太（クイックルワイパー）
水沢エレナ（トイレクイックルアロマ、なお、本CMのナレーションは光浦靖子が担当）
大沢あかね（トイレクイックル）
木佐彩子（トイレクイックル ニオイ予防プラス）

## ラインナップ

### 現行品

#### 業務用製品
2022年5月にリニューアルされ、「クイックルワイパー ワイド」へ改名された。
- クイックルワイパー ワイド 業務用 - 幅500mm×奥行115mmのワイドサイズ。なお、家庭用とは異なり、シートが同梱しないので別途購入する必要がある。2014年3月のリニューアル時に家庭用同様に波紋&ラウンド形状を採用。2022年5月にクッションの耐変形性を向上するとともに、パイプが3分割化されたことでコンパクト化され、外箱包装に変更された。
- クイックルワイパー ワイド 立体吸着ドライシート 業務用 - 「クイックルワイパー 立体吸着ドライシート」を業務用に合わせてワイドサイズにした製品。大容量50枚入り。
- クイックルワイパー ワイド 立体吸着ウエットシート 業務用 - 2014年3月に「クイックルワイパー 立体吸着ウェットシート 業務用」として発売。「クイックルワイパー 立体吸着ウエットシート」を業務用に合わせてワイドサイズにした製品。大容量30枚入りで、10枚ずつ個包装されている。

### 製造終了品
- クイックルワイパーシリーズ
  - クイックルワイパーハンディタイプ（旧名：クイックルハンドワイパー）
  - クイックル奥の手ワイパー
  - クイックルワイパーカーペット用
  - カーペットクイックル
  - ふきとりクイックル
  - クイックルワイパー つや出し剤用シート - 2008年10月に「フローリングマジックリン つや出しスプレー専用シート」が発売されたため廃止
  - クイックルワイパー ハンディ 取り替え用ふわふわキャッチャー エッセンシャルローズの香り - 「ハンディ 取替え用ふわふわキャッチャー」の香りつきタイプで、香調は「リセッシュ アロマチャージ Luxury エッセンシャルローズ」を採用。元々は2012年10月に数量限定品として発売されていたが、枚数を5枚から通常品と同じく3枚に変更し、通常商品として装いも新たに発売された。2015年9月製造終了。
  - クイックルワイパー ハンディmini - 全長17cmのコンパクトサイズでチェーンつきのリビング用そうじ道具。使い切りタイプで専用の取替用は設定されていない。2本セットで、ピンク&ブルー、ピンク&グリーンの2種展開であった。2015年3月製造終了。
  - クイックルワイパー ワックスコートシート - フロア用ワックスシート。水性ワックスを含ませた「ワックスパック」と「つや仕上げシート」がセットになっており、「つや仕上げシート」を広げて、「ワックスパック」の液の出口を開封して裏返してから「クイックルワイパー」にセットして使用する。4セット入。2016年9月製造終了。
  - クイックルワイパー 立体吸着ウエットシート クラシックジャスミンの香り - リニューアルに伴い、2018年9月製造終了。
- レンジクイックル - キッチンマジックリンたわしシートの発売により廃止
- クイックル 舞い上がりをおさえるハウスダスト除去スプレー - スプレータイプのハウスダスト除去剤。殺虫剤成分不使用。2010年1月で製造を終了した「アレルクリン 清潔スプレー ほのかに香る」と仕様が同一なので、つめかえ用は同製品のスプレーボトル（英語版）へつめかえも可能であった。2016年9月製造終了。
- 食卓クイックル スプレー レモンの香り - 食卓用清潔スプレー。2020年8月製造終了。
- 食卓クイックル ウエットクロス レモンの香り - 食卓用ウエットクロス。2020年8月製造終了。
- トイレクイックルアロマ エッセンシャルローズの香り - トイレ用そうじシート。2015年9月につめかえ用10枚入りが製造終了となり、本体とつめかえ用ジャンボパック20枚入りは「トイレクイックル ニオイ予防プラス エレガントローズの香り」の発売に伴い、2017年2月製造終了。
- トイレクイックル業務用 - 2014年8月発売。「トイレクイックル」の業務用仕様。つめかえ用ジャンボパック同様、10枚ずつ個包装としているが、業務用のため、つめかえ用ジャンボパック6パック分の120枚入り（10枚×12パック）としている。別売りの専用つめかえ容器（側面にだけ、ロゴなどの文字要素がある仕様）か家庭用の「トイレクイックル」の本体容器に詰替えて使用する。なお、本品では業務用製品に表記している「Kaoプロシリーズ」ではなく「Kaoプロフェッショナル」として発売されていた。

## 海外製品
香港、台湾、マレーシア、シンガポールでは日本における「クイックルワイパー」・「クイックルワイパー ドライシート」があり、香港とシンガポールではさらに「クイックルワイパー 立体吸着ウェットシート」に相当する製品がある。また、シンガポールとマレーシアでは「クイックルワイパー ハンディ」に相当する製品もあるが、いずれの製品も「マジックリン」ブランドで発売されている。
ちなみに、現地では以下の製品名で発売されている
- クイックルワイパー → Magiclean Wiper（マジックリンワイパー）
- クイックルワイパー ドライシート → Magiclean WiperSheet（マジックリン ワイパーシート）
- クイックルワイパー 立体吸着ウェットシート → Magiclean Wet Sheet（マジックリン ウェットシート）
- クイックルワイパー ハンディ → Magiclean Wiper Handy Duster（マジックリンワイパー ハンディダスター）